# Guy Pratt

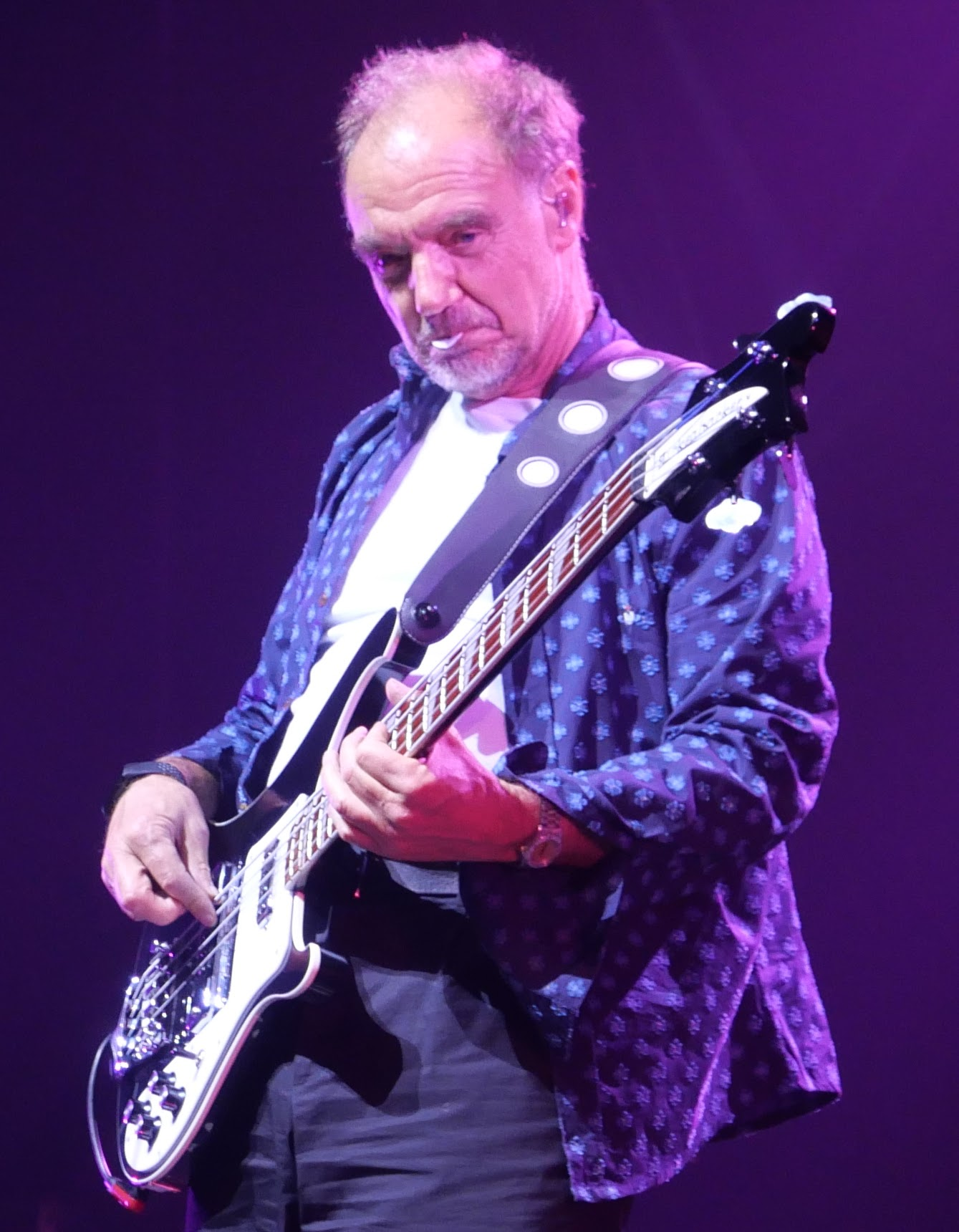
Guy Pratt, 2022

Guy Pratt (* 3. Januar 1962 in London) ist ein britischer Bassist, Komponist und Schauspieler. Er ist der Sohn des Schauspielers Mike Pratt und Schwiegersohn des verstorbenen Pink-Floyd-Keyboarders Richard Wright.

## Karriere

### Musiker
Pratt ist seit den 1980ern ein begehrter Studiomusiker und hat in seiner Karriere schon mit so unterschiedlichen Musikern und Bands wie Pink Floyd, The Smiths, Icehouse, Gary Moore, Tears for Fears, Madonna, Roxy Music sowie Michael Jackson im Studio oder bei Live-Auftritten gearbeitet. Zu seinen bekanntesten Studioarbeiten zählen die Basseinspielungen für Madonnas Like a Prayer und Michael Jacksons Earth Song.
Bei den beiden letzten Pink-Floyd-Tourneen und einigen Studioaufnahmen ersetzte Pratt den Originalbassisten Roger Waters, wurde jedoch nie in die Gruppe aufgenommen. Er ist Mitglied der Band The Transit Kings, die neben ihm aus Alex Paterson (The Orb), Jimmy Cauty (The KLF), Dominic Beken und Billy Pilgrim besteht.
Seit 2018 tourt er mit Nick Mason's Saucerful of Secrets in Nordamerika und Europa; gespielt werden frühe Pink-Floyd-Titel.

### Komponist
Er produzierte und schrieb die Musik zu den Serien Spaced, The Young Person's Guide to Becoming a Rock Star, Linda Green und Wild West sowie zu den Spielfilmen County Kilburn (2000) und Redemption Road (2001). Zusammen mit Jimmy Nail schrieb er dessen Nummer-eins-Hit Ain't No Doubt.

### Schauspieler
Pratt trat in den Serien The Young Person's Guide to Becoming a Rock Star, Spaced und der Neuverfilmung von Randall and Hopkirk (Deceased) auf. Seit August 2005 ist er mit seinem Soloprogramm My Bass & Other Animals auf Tour, die Premiere war auf dem Edinburgh Festival.

## Diskografie (Auszug)
- 1984 – Sidewalk – Icehouse
- 1985 – Riptide – Robert Palmer
- 1987 – Bête Noire – Bryan Ferry

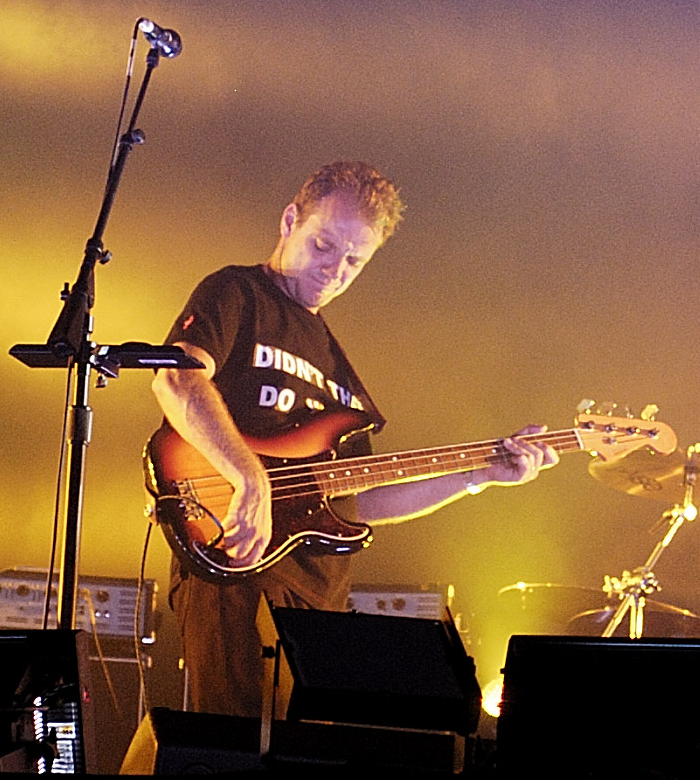
Guy Pratt, 2006

- 1988 – One More Story – Peter Cetera
- 1988 – Delicate Sound of Thunder – Pink Floyd
- 1989 – Like a Prayer – Madonna
- 1990 -- Toy Matinee
- 1991 – Pop Life – Bananarama
- 1991 – Storyville – Robbie Robertson
- 1993 – Debravation – Debbie Harry
- 1993 – Elemental – Tears for Fears
- 1994 – The Division Bell – Pink Floyd
- 1995 – Pulse – Pink Floyd
- 1995 – HIStory – Past, Present and Future Book I – Michael Jackson
- 1995 – Spanner in the Works – Rod Stewart
- 1997 – Restless Heart – Whitesnake
- 1997 – Dark Days in Paradise – Gary Moore
- 1998 – Soundtrack zu Still Crazy
- 1999 – Reload – Tom Jones
- 2000 – Ronan – Ronan Keating
- 2001 – White Lilies Island – Natalie Imbruglia
- 2001 – Read My Lips – Sophie Ellis-Bextor
- 2001 – Mink Car – They Might Be Giants
- 2005 – A Million in Prizes: The Anthology – Iggy Pop
- 2006 – On an Island – David Gilmour
- 2007 – Dylanesque – Bryan Ferry
- 2009 – Essential Montreux – Gary Moore
- 2010 – No Decoder – Yogi Lang (RPWL)
- 2012 – Concerto for Group and Orchestra – Jon Lord
- 2014 – Avonmore – Bryan Ferry
- 2014 – The Endless River – Pink Floyd
- 2015 – Rattle That Lock – David Gilmour
- 2017 – Live at Pompeii – David Gilmour
- 2020 – Live at the Roundhouse – Nick Mason's Saucerful of Secrets
- 2024 – Coming up to Consciousness  – Pure Reason Revolution